# گتان بوشر
گتان بوشر (انگلیسی: Gaétan Boucher؛ زادهٔ ۱۰ مهٔ ۱۹۵۸) اسکیت‌باز سرعت، و اسکیت‌باز سرعت، اهل کانادا وی از برندگان مدال‌های بازی‌های المپیک زمستانی است.